# Otto Granados Roldán
Otto Granados Roldán (Aguascalientes, 24 november
1956) is een Mexicaans politicoloog en politicus van de Institutioneel Revolutionaire Partij (PRI).
Granados studeerde rechtsgeleerdheid aan de Nationale Autonome Universiteit van Mexico (UNAM) en politicologie aan het Colegio de México. Granados Roldán was persoonlijk secretaris van Jesús Reyes Heroles en algemeen directeur sociale communicatie en woordvoerde van president Carlos Salinas. Granados gold als een van de belangrijkste ideologen van Salinas' neoliberale hervormingsprogramma.
Van 1992 tot 1998 was hij gouverneur van zijn geboortestaat Aguascalientes. Sinds 2008 is Granados directeur van het Instituut van Politieke Administratie aan het Instituut voor Technologie en Hogere Studies van Monterrey (ITESM).